# Telipogon ardeltianus
Telipogon ardeltianus är en orkidéart som beskrevs av Lothar Alfred Braas. Telipogon ardeltianus ingår i släktet Telipogon och familjen orkidéer.
Artens utbredningsområde är Costa Rica. Inga underarter finns listade i Catalogue of Life.